# Victoria Villarruel
Victoria Eugenia Villarruel (Buenos Aires, 13 d'abril de 1975) és una advocada, escriptora, activista i política argentina, vicepresidenta del país des del 10 de desembre de 2023, sota la presidència de Javier Milei. Ha estat descrita com una política ultraconservadora. A causa del seu rol com a vicepresidenta, Villarruel és també presidenta del Senat de l'Argentina. És fundadora de l'associació civil Centro de Estudios Legales sobre el Terrorismo y sus Víctimas, la qual presideix des dels seus inicis.
El novembre del 2021, va ser elegida com a diputada nacional en les eleccions legislatives en la coalició La Llibertat Avança amb el 17% dels vots al costat de Javier Milei, qui encapçalava la llista. Van entrar al Congrés com a diputats per Buenos Aires. El 2023 va integrar la fórmula presidencial encapçalada per Javier Milei, que va guanyar les eleccions presidencials. Villarruel va integrar la coalició La Llibertat Avança, secundant Milei, des de la seva constitució el 2021, però no pertany al partit homònim, fundat el 2024 i liderat per Milei i la seva germana Karina.